# Bahnhof Solingen-Wald
Der Bahnhof Solingen-Wald ist ein ehemaliger Bahnhof im Solinger Stadtteil Wald, der an der stillgelegten Bahnstrecke Solingen–Wuppertal-Vohwinkel lag.

## Geschichte

### Vorgeschichte
Die erst 1807 gegründete Bürgermeisterei Wald hatte im Jahre 1856 das Stadtrecht nach der Rheinischen Städteordnung erhalten. Die für Solinger Verhältnisse bereits früh industrialisierte Gemeinde Wald mit Großfabriken der Stahlwaren- und der Schirmfurniturenindustrie hatte zunächst noch keinen direkten Anschluss an das Eisenbahnnetz, der wohl einen weiteren Standortvorteil bedeutet hätte. Die von 1864 bis 1867 zwischen Gruiten und Deutz gebaute Eisenbahnverbindung verlief aufgrund der dazu geeigneteren, weil ebeneren Topografie über das Gebiet der Gemeinde Merscheid. Am 25. September 1867 eröffnete die Bergisch-Märkische Eisenbahn-Gesellschaft an dieser Bahnstrecke bei der Hofschaft Hüttenhaus den Bahnhof Ohligs-Wald, also den späteren Ohligser Bahnhof und heutigen Solinger Hauptbahnhof. Die Walder Industrie musste in der Anfangszeit folglich noch auf die Bahnhöfe in Ohligs, Vohwinkel oder Solingen ausweichen.:1ff.

### Eröffnung des Bahnhofs

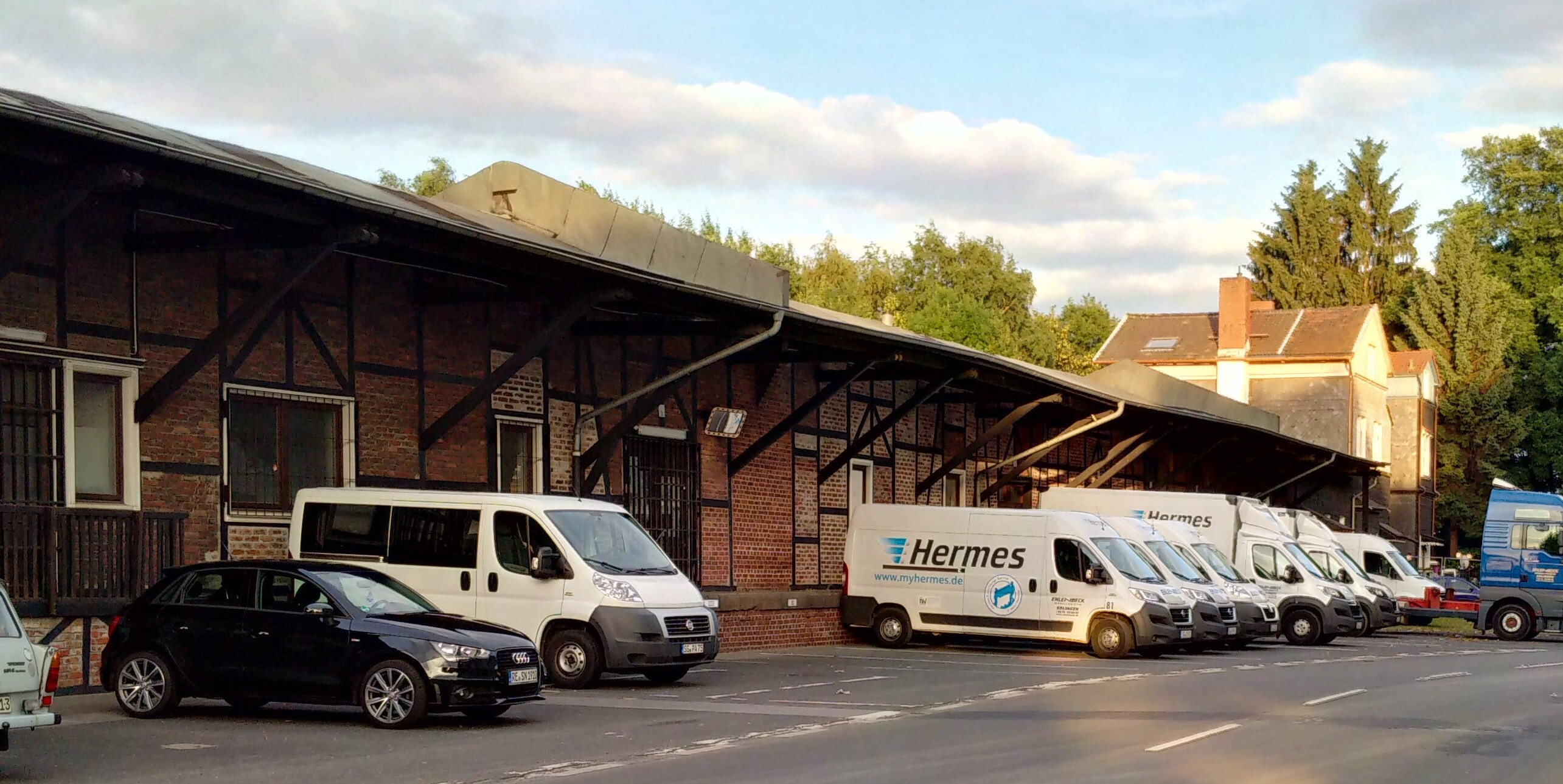
Güterhallen des Bahnhofs Wald

Nach der Verstaatlichung der nominell privaten Eisenbahn-Gesellschaften beschlossen die Preußischen Staatseisenbahnen, die Städte Solingen und Vohwinkel quer durch das Bergische Land zu verbinden. Der erste Bauabschnitt sollte den Vohwinkeler Bahnhof über Gräfrath mit Wald verbinden. Die Bahnstrecke verlief von der Fuhr kommend über Delle und Eigen außerhalb des alten Walder Ortskerns. Ebenso außerhalb platziert wurde der Bahnhof Wald. Er liegt etwa einen Kilometer östlich vom Walder Ortskern und war von diesem über die Kaiserstraße (heute Friedrich-Ebert-Straße) zu erreichen. Das Gebiet, auf dem der Bahnhof entstand, war zu diesem Zeitpunkt noch weitgehend unbebaut.:40
Die Stadt Wald hatte für den Bau der Strecke und die Errichtung des Bahnhofs nicht unerhebliche Kosten zu tragen. Darum erwogen die Walder Stadtverordneten, für jeden zukünftig am Bahnhof ankommenden Zentner Kohle einen Kohlepfennig zu erheben. Dies wurde jedoch nicht umgesetzt. Die Bedeutung der Errichtung des Bahnhofes brachte die Walder Zeitung zum Ausdruck::40

„Wald hat kein Ereignis zu verzeichnen, daß von solcher Wichtigkeit und Bedeutung für seine Existenz und seine Zukunft, für seine Industrie, seinen Handel und sein Gewerbe ist, als die Eröffnung seiner Eisenbahnverbindung mit Vohwinkel“

Am 15. November 1887 befuhr der erste Personenzug die neue Strecke zwischen Vohwinkel und Wald. Nach Fertigstellung der Strecke zwischen Solingen und Wald am 12. Februar 1890 wurde der Walder Bahnhof zum Durchgangsbahnhof. Die nach ihren kurvenreichen Verlauf sogenannte Korkenzieherbahn erreichte damit ihre vollständige Länge.

### Betriebsjahre
Bereits in den ersten Betriebsjahren des Walder Bahnhofs entpuppte dieser sich als in vielerlei Hinsicht mangelhaft. Für den tatsächlichen Güter- und Personenverkehr war er viel zu klein. Der Wartesaal für die erste und zweite Klasse bot nur Platz für 16 Fahrgäste, was dazu führte, dass diese sich häufig draußen oder bei schlechtem Wetter in den Bahnhofsfluren aufhalten mussten. Man war vor der Eröffnung von einer Auslastung des Bahnhofs mit 63.000 Fahrgästen pro Jahr ausgegangen, tatsächlich waren es im ersten Jahr 164.000 Menschen. Ebenso waren die Lade- und Rangiergleise nicht ausreichend. So wurde der Bahnhof bereits 1889 um zwei Freiladegleise sowie eine Ladestraße erweitert. Im Jahre 1893 wurden das Empfangsgebäude und der Güterschuppen vergrößert.:41

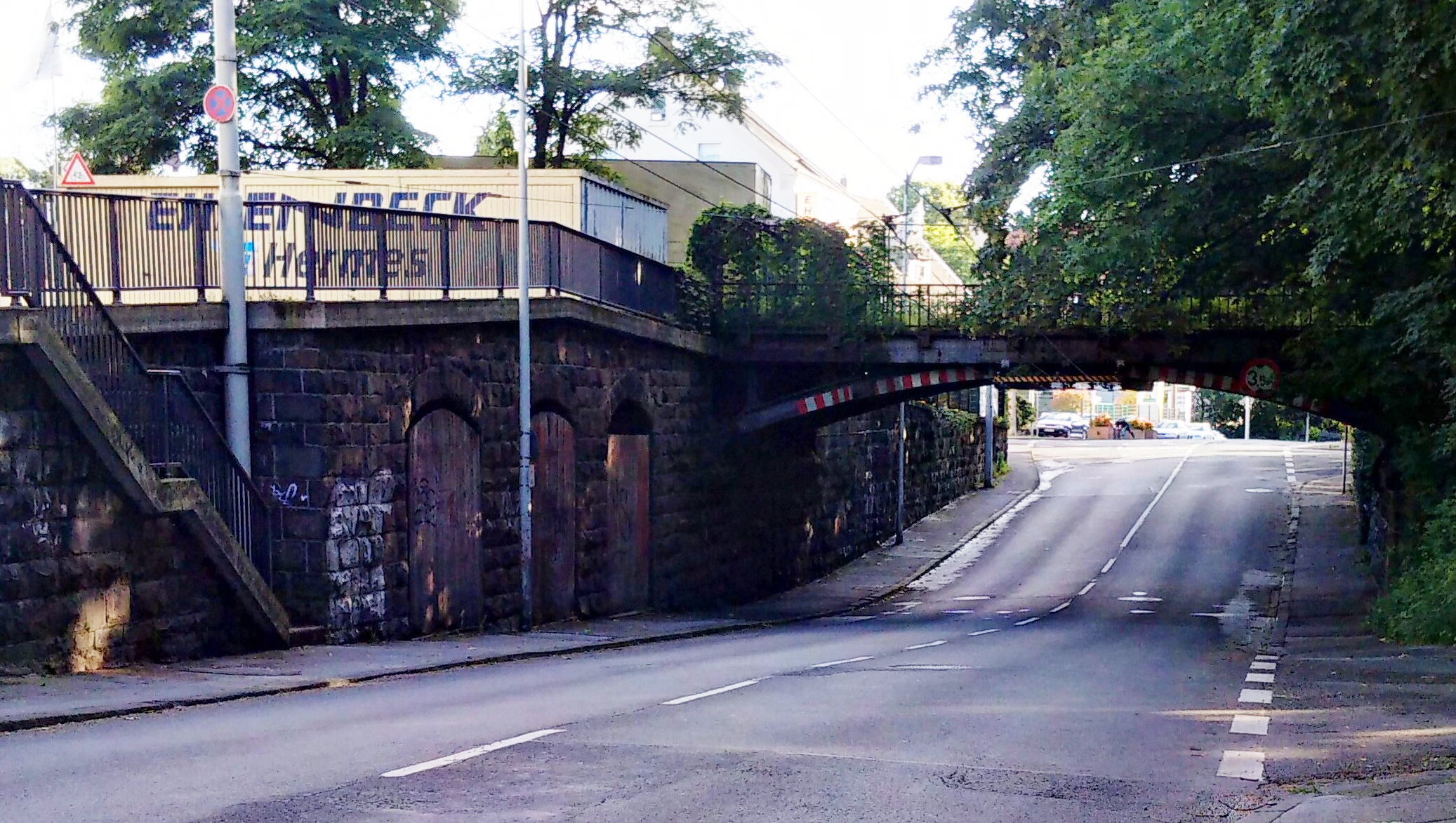
1908 bis 1910 gebaute Unterführung südlich des Bahnhofs für die Straßenbahn Solingen

Der Bahnstrecke wurde zu Beginn nur eine untergeordnete Bedeutung beigemessen, was dazu führte, dass die Straßenkreuzungen der Schienen nördlich und südlich des Bahnhofs völlig ungesichert waren. Die Unfallgefahr war hoch, nicht zuletzt, da lange Züge oft die Straßenkreuzungen versperrten. Dies traf besonders auf den südlichen Übergang mit der Kaiserstraße zu (heute Focher Straße), weshalb man dort 1890 eine Schrankenanlage installierte. Erst 1901 folgten derartige Maßnahmen auch für die nördliche Kreuzung mit der Wilhelmstraße (heute Wittkuller Straße). Die Wilhelmstraße wurde erst sehr viel später mithilfe einer Rampe über die Gleise geführt, allzu oft kam es vor, dass die Kreuzung durch Rangierfahrten blockiert war. Die neue Straßenbahnlinie 2 sollte 1896 entlang der Kaiserstraße niveaugleich über die Kreuzung mit der Eisenbahnlinie geführt werden, dies untersagte jedoch der zuständige Eisenbahnminister. Die Gefahrenstelle sollte mithilfe einer Unterführung entschärft werden. Die Stadt Wald sorgte für die notwendigen Grundstücke, die Eisenbahn trug die Kosten der 1908 begonnenen Baumaßnahme. Die Kosten für die Verlegung der Straßenbahngleise trug die Solinger Kleinbahn AG und schlug diese später auf den Fahrpreis für die Strecke auf. Nach einer Bauzeit von zwei Jahren konnte die Unterführung am 26. August 1910 für den normalen Verkehr und am 12. Oktober 1910 für die Straßenbahn freigegeben werden.:41f.

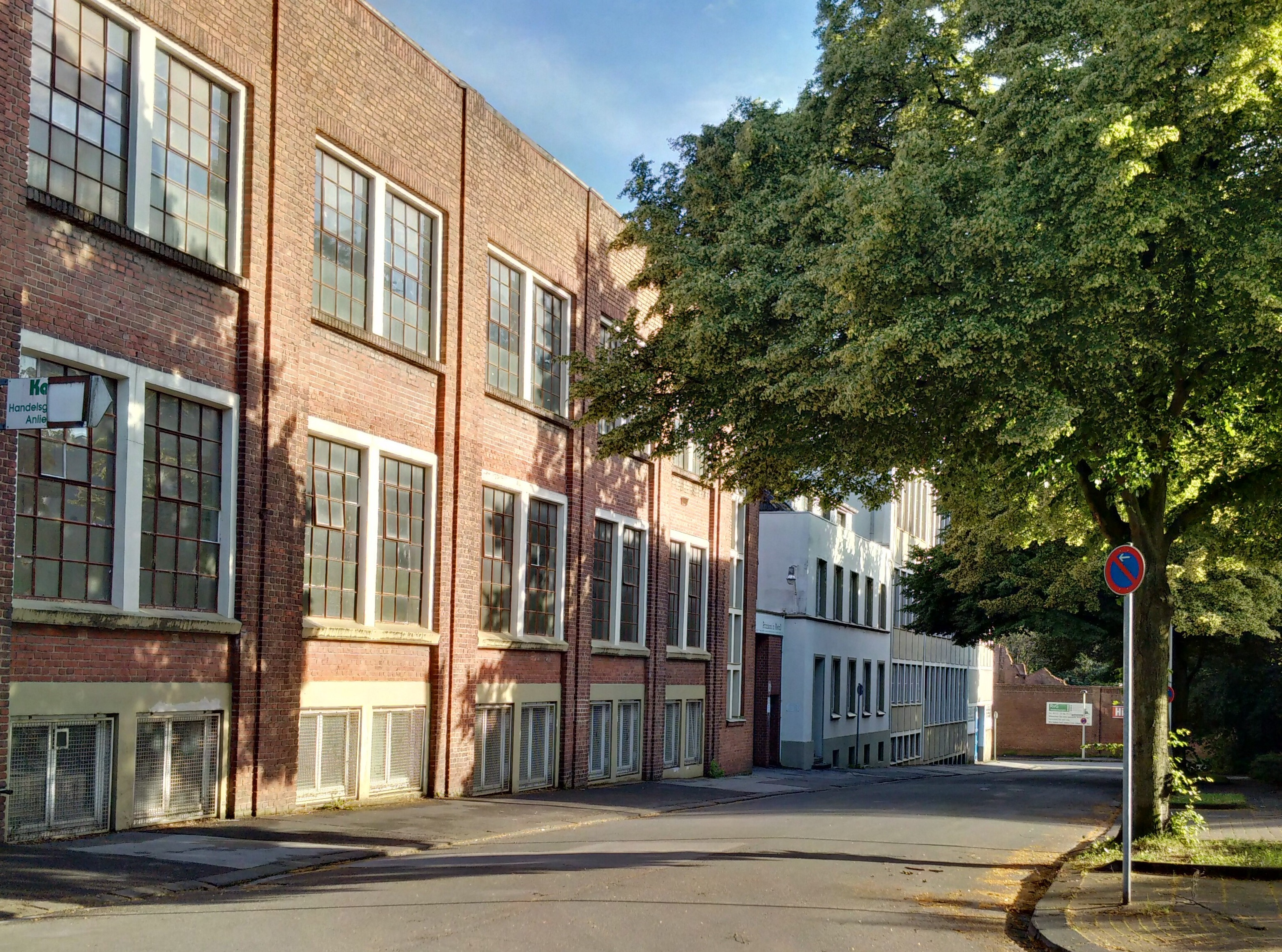
Industriegebiet östlich des Bahnhofs: die Georgestraße

Aller Widrigkeiten zum Trotz war letztlich der Bahnhof der Hauptgrund für die wirtschaftliche Blüte der Stadt Wald nach 1890. Diverse Fabriken siedelten sich im Umfeld des Bahnhofs an oder vergrößerten dort ihre Werke. Die Zahl der Fabriken in Wald stieg von 78 im Jahre 1888 auf 132 im Jahre 1899. Darunter waren auch die Firmen Grossmann Stahlguss, die Vereinigten Schlüsselwerke (heute VS Guss), Bögra oder Hugo Bauer. Das östlich des Bahnhofs entstandene Industriegebiet bildete sich durch die Nähe zu den Gleisanlagen. Der wirtschaftliche Aufschwung Walds korrelierte mit dem sprunghaften Wachstum der Bevölkerung. Die Einwohnerzahl wuchs von 1888 bis 1899 von etwa 11.000 auf 17.555.:40
Nach Inbetriebnahme der Straßenbahnverbindung zwischen Solingen und Vohwinkel, also der Linie 3, büßte die Eisenbahn für den Personenverkehr immer mehr an Frequenz ein. Der Güterverkehr wuchs jedoch auch in den 1930er Jahren weiter stetig. Im Jahre 1937 waren am Walder Bahnhof 17 Personen beschäftigt, was für einen derart kleinen Bahnhof eine enorme Menge war. Durch die sommerlichen Sonderzüge, beispielsweise in Richtung des Strandbads Ittertal, gewann die Bahnstrecke auch für den Personenverkehr kurzzeitig wieder an Bedeutung. Die Bahnsteige waren zu kurz für die Sonderzüge und mussten 1937 um 70 Meter verlängert werden.
Besonderes Merkmal des Bahnhofs Wald waren jedoch die Privatanschließer. Dies waren vor allem die nahe gelegenen Unternehmen Klein (Stahlbau) und C. Prinz (Töpfe und Pfannen), die über eigene Anschlüsse an das Schienennetz verfügten. Die Firma Klein verfügte sogar über eine Drehscheibe, die die Verteilung der Wagen auf die Hallengleise ermöglichte.:42

### Stilllegung und heutige Nutzung
Nach rückläufigen Güterumschlagsmengen wurde die Güter- und Expressgutabfertigung am Walder Bahnhof zum 31. Dezember 1975 geschlossen. Das Bahnhofsgelände war noch bis Mai 1994 im Besitz einer Schrotthandlung. In den alten Güterhallen war zu diesem Zeitpunkt auch noch ein Lager des ehemaligen Solinger Sämereienherstellers Flora Frey untergebracht. Noch bis März 1995 fuhren einzelne Bedarfszüge von Wald aus. Bis Ende des Jahres 1997 wurden die letzten Gleisanlagen abgebaut.

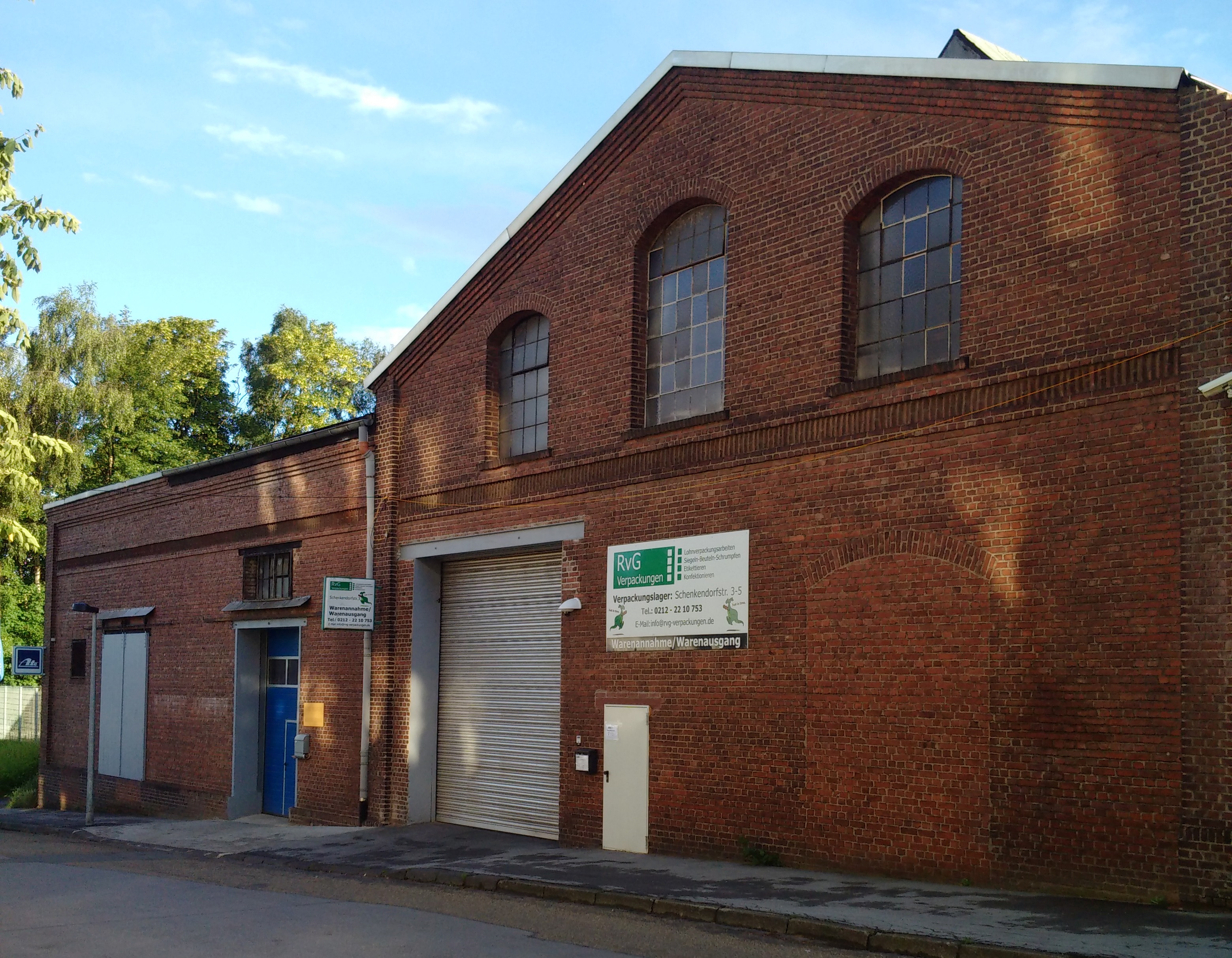
Erhalten gebliebener Teil der abgebrannten Lagerhallen östlich des Bahnhofs

Im Zuge der Regionale 2006 wurde die Trasse der ehemaligen Bahnstrecke in einen Bahntrassenradweg umgewandelt, die Korkenziehertrasse. Der Bereich um den alten Walder Bahnhof wurde im dritten Bauabschnitt von der Carl-Ruß-Straße bis zum alten Gräfrather Bahnhof bis September 2006 gebaut.
Heute sind auf dem Gelände unter anderem eine Gaststätte, der Kulturverein Waldmeister e. V., der dort auch kulturelle Veranstaltungen anbietet, und in den Lagerhallen ein Brennholzcenter untergebracht.
Am frühen Morgen des 19. Juli 2015 kam es in den ehemaligen Lagerhallen des Bahnhofs an der östlich gelegenen Schenkendorfstraße zu einem Großbrand. Die dort gelagerten Verpackungen und das Holz boten dem Feuer einen guten Nährboden. Große Teile der Hallen brannten mitsamt ihrer Dachkonstruktion nieder. Der Schaden ging in die Millionen.